# Vincenzo Anastagi
Vincenzo Anastagi (1531 Perugia – 1586 Malta) byl maltézský rytíř italského původu, který se proslavil zejména svým podílem na obraně Malty před tureckými obléhateli. Na přelomu let 1585/6 byl nominován na post kapitána slavné galéry Capitana, ale vzápětí poté byl zavražděn.

## Obrana Malty
Vincenzo Anastagi, který se stal rytířem řádu dva roky před velkým obležením (ovšem s řádem spolupracoval již dlouho před tím) až ve svých dvaatřiceti letech, byl uznávaným vojenským odborníkem a jako takový byl jmenován velitelem řádové jízdy umístěné v Mdině a posílené o místní šlechtice. Odtud s ní podnikal výpady proti turecké armádě obléhající nejprve St. Elmo a později Birgu a Sengleu a zároveň zajišťoval spojení mezi velmistrem a sicilským místokrálem. Za obléhání St. Elma dosáhl prvního velkého úspěchu, když nečekaným útokem zničil dělostřeleckou baterii, kterou Turci právě umisťovali na Šibeniční vrch, aby znemožnili zásobování St. Elma přes záliv. Turci tam samozřejmě nakonec baterii umístili znovu, ale ztráty cenných dělostřelců nebyly bezvýznamné a St. Elmo získalo několik dní navíc.
Anastagiho hvězdná hodina přišla 7. srpna, kdy se svými muži zachránil Maltu před pádem. V době, kdy vrcholil útok Osmanů na Birgu a Sengleu a obrana obou se už nenávratně hroutila, zaútočila stovka Anastagiho jezdců podporovaná stovkou pěšáků (každý jezdec si přivezl s sebou na koni jednoho) na hlavní turecký tábor. Sloupy kouře z likvidovaného tábora a prchající stráže a pacienti lazaretu, kteří tvrdili, že tábor napadlo přinejmenším tisíc mužů, způsobili naprostý zmatek v řadách obléhatelů, takže ti přerušili útok v domnění, že v jejich týlu řádí vyprošťovací síly shromážděné místokrálem Sicílie (které ve skutečnosti stále dlely na Sicílii).
Mustafa Paša, který oprávněně nevěřil, že by mohl místokrál již dorazit, vyrazil s několika tisíci muži k táboru, když předtím vydal rozkaz držet získané pozice na baště San Michele a hradbách Birgy, dokud nezjistí, co se vlastně děje. Námořní jednotky ale na pokyn admirála Pialiho Paši navzdory tomu dobyté pozice opustily a vrátily se "bránit flotilu". Samotní janičáři se sice po počátečním zmatku ještě pokoušeli rozkaz splnit a obsazené části hradeb a průlomy udržet, ale bez podpory námořníků a jednotek odvelených k táboru se to ukázalo být nad jejich síly. Úspěch Anastagiho výpadu byl podtržen tím, že při něm neztratil ani jediného muže.